# Tricyphona (Tricyphona) pahasapa
Tricyphona (Tricyphona) pahasapa is een tweevleugelige uit de familie Pediciidae. De soort komt voor in het Nearctisch gebied.